# Pithophoraceae
Famille
Les Pithophoraceae, ou Pithophoracées, sont une famille d’algues vertes de l’ordre des Cladophorales. 

## Étymologie
Le nom vient du genre type Pithophora, du grec πιθοσ / pithos, «  tonneau ; jarre », et du suffixe grec -φορα / -phora, porter, en référence aux cellules akinètes de forme cylindrique ou doliformes (en forme de baril) que portent les frondes de cette algue.

## Liste des genres
Selon AlgaeBase (3 août 2017) :
- Aegagropila Kützing
- Aegagropilopsis (hr) Boedeker
- Arnoldiella (en) V.V.Miller
- Basicladia (en) W.E.Hoffmann & Tilden
- Chaetocladiella C.Meyer & A.P.Skabichevskij
- Chaetonella Schmidle
- Cladogonium H.Hirose & M.Akiyama
- Cladostroma Skuja
- Dermatophyton (en) A.Peter
- Gemmiphora Skabichevskii
- Pithophora (en) Wittrock
- Wittrockiella (en) Wille

Selon ITIS (3 août 2017) :
- Basicladia W.E. Hoffmann & Tilden
- Dictyosphaeria (en) Decaisne
- Pithophora Wittrock

Selon World Register of Marine Species (3 août 2017) :
- Aegagropilopsis Boedeker, 2012